# 1853
Portal Geschichte | Portal Biografien | Aktuelle Ereignisse | Jahreskalender | Tagesartikel

◄ |
18. Jahrhundert |
19. Jahrhundert
| 20. Jahrhundert | ►

◄ |
1820er |
1830er |
1840er |
1850er
| 1860er | 1870er | 1880er | ►

◄◄ |
◄ |
1849 |
1850 |
1851 |
1852 |
1853
| 1854 | 1855 | 1856 | 1857 | ► | ►►
Staatsoberhäupter · Wahlen · Nekrolog  · Literaturjahr · Musikjahr
| Januar | Januar | Januar | Januar | Januar | Januar | Januar | Januar |
| Kw     | Mo     | Di     | Mi     | Do     | Fr     | Sa     | So     |
| ------ | ------ | ------ | ------ | ------ | ------ | ------ | ------ |
| 53     |        |        |        |        |        | 1      | 2      |
| 1      | 3      | 4      | 5      | 6      | 7      | 8      | 9      |
| 2      | 10     | 11     | 12     | 13     | 14     | 15     | 16     |
| 3      | 17     | 18     | 19     | 20     | 21     | 22     | 23     |
| 4      | 24     | 25     | 26     | 27     | 28     | 29     | 30     |
| 5      | 31     |        |        |        |        |        |        |

| Februar | Februar | Februar | Februar | Februar | Februar | Februar | Februar |
| Kw      | Mo      | Di      | Mi      | Do      | Fr      | Sa      | So      |
| ------- | ------- | ------- | ------- | ------- | ------- | ------- | ------- |
| 5       |         | 1       | 2       | 3       | 4       | 5       | 6       |
| 6       | 7       | 8       | 9       | 10      | 11      | 12      | 13      |
| 7       | 14      | 15      | 16      | 17      | 18      | 19      | 20      |
| 8       | 21      | 22      | 23      | 24      | 25      | 26      | 27      |
| 9       | 28      |         |         |         |         |         |         |

| März | März | März | März | März | März | März | März |
| Kw   | Mo   | Di   | Mi   | Do   | Fr   | Sa   | So   |
| ---- | ---- | ---- | ---- | ---- | ---- | ---- | ---- |
| 9    |      | 1    | 2    | 3    | 4    | 5    | 6    |
| 10   | 7    | 8    | 9    | 10   | 11   | 12   | 13   |
| 11   | 14   | 15   | 16   | 17   | 18   | 19   | 20   |
| 12   | 21   | 22   | 23   | 24   | 25   | 26   | 27   |
| 13   | 28   | 29   | 30   | 31   |      |      |      |

| April | April | April | April | April | April | April | April |
| Kw    | Mo    | Di    | Mi    | Do    | Fr    | Sa    | So    |
| ----- | ----- | ----- | ----- | ----- | ----- | ----- | ----- |
| 13    |       |       |       |       | 1     | 2     | 3     |
| 14    | 4     | 5     | 6     | 7     | 8     | 9     | 10    |
| 15    | 11    | 12    | 13    | 14    | 15    | 16    | 17    |
| 16    | 18    | 19    | 20    | 21    | 22    | 23    | 24    |
| 17    | 25    | 26    | 27    | 28    | 29    | 30    |       |

| Mai | Mai | Mai | Mai | Mai | Mai | Mai | Mai |
| Kw  | Mo  | Di  | Mi  | Do  | Fr  | Sa  | So  |
| --- | --- | --- | --- | --- | --- | --- | --- |
| 17  |     |     |     |     |     |     | 1   |
| 18  | 2   | 3   | 4   | 5   | 6   | 7   | 8   |
| 19  | 9   | 10  | 11  | 12  | 13  | 14  | 15  |
| 20  | 16  | 17  | 18  | 19  | 20  | 21  | 22  |
| 21  | 23  | 24  | 25  | 26  | 27  | 28  | 29  |
| 22  | 30  | 31  |     |     |     |     |     |

| Juni | Juni | Juni | Juni | Juni | Juni | Juni | Juni |
| Kw   | Mo   | Di   | Mi   | Do   | Fr   | Sa   | So   |
| ---- | ---- | ---- | ---- | ---- | ---- | ---- | ---- |
| 22   |      |      | 1    | 2    | 3    | 4    | 5    |
| 23   | 6    | 7    | 8    | 9    | 10   | 11   | 12   |
| 24   | 13   | 14   | 15   | 16   | 17   | 18   | 19   |
| 25   | 20   | 21   | 22   | 23   | 24   | 25   | 26   |
| 26   | 27   | 28   | 29   | 30   |      |      |      |

| Juli | Juli | Juli | Juli | Juli | Juli | Juli | Juli |
| Kw   | Mo   | Di   | Mi   | Do   | Fr   | Sa   | So   |
| ---- | ---- | ---- | ---- | ---- | ---- | ---- | ---- |
| 26   |      |      |      |      | 1    | 2    | 3    |
| 27   | 4    | 5    | 6    | 7    | 8    | 9    | 10   |
| 28   | 11   | 12   | 13   | 14   | 15   | 16   | 17   |
| 29   | 18   | 19   | 20   | 21   | 22   | 23   | 24   |
| 30   | 25   | 26   | 27   | 28   | 29   | 30   | 31   |

| August | August | August | August | August | August | August | August |
| Kw     | Mo     | Di     | Mi     | Do     | Fr     | Sa     | So     |
| ------ | ------ | ------ | ------ | ------ | ------ | ------ | ------ |
| 31     | 1      | 2      | 3      | 4      | 5      | 6      | 7      |
| 32     | 8      | 9      | 10     | 11     | 12     | 13     | 14     |
| 33     | 15     | 16     | 17     | 18     | 19     | 20     | 21     |
| 34     | 22     | 23     | 24     | 25     | 26     | 27     | 28     |
| 35     | 29     | 30     | 31     |        |        |        |        |

| September | September | September | September | September | September | September | September |
| Kw        | Mo        | Di        | Mi        | Do        | Fr        | Sa        | So        |
| --------- | --------- | --------- | --------- | --------- | --------- | --------- | --------- |
| 35        |           |           |           | 1         | 2         | 3         | 4         |
| 36        | 5         | 6         | 7         | 8         | 9         | 10        | 11        |
| 37        | 12        | 13        | 14        | 15        | 16        | 17        | 18        |
| 38        | 19        | 20        | 21        | 22        | 23        | 24        | 25        |
| 39        | 26        | 27        | 28        | 29        | 30        |           |           |

| Oktober | Oktober | Oktober | Oktober | Oktober | Oktober | Oktober | Oktober |
| Kw      | Mo      | Di      | Mi      | Do      | Fr      | Sa      | So      |
| ------- | ------- | ------- | ------- | ------- | ------- | ------- | ------- |
| 39      |         |         |         |         |         | 1       | 2       |
| 40      | 3       | 4       | 5       | 6       | 7       | 8       | 9       |
| 41      | 10      | 11      | 12      | 13      | 14      | 15      | 16      |
| 42      | 17      | 18      | 19      | 20      | 21      | 22      | 23      |
| 43      | 24      | 25      | 26      | 27      | 28      | 29      | 30      |
| 44      | 31      |         |         |         |         |         |         |

| November | November | November | November | November | November | November | November |
| Kw       | Mo       | Di       | Mi       | Do       | Fr       | Sa       | So       |
| -------- | -------- | -------- | -------- | -------- | -------- | -------- | -------- |
| 44       |          | 1        | 2        | 3        | 4        | 5        | 6        |
| 45       | 7        | 8        | 9        | 10       | 11       | 12       | 13       |
| 46       | 14       | 15       | 16       | 17       | 18       | 19       | 20       |
| 47       | 21       | 22       | 23       | 24       | 25       | 26       | 27       |
| 48       | 28       | 29       | 30       |          |          |          |          |

| Dezember | Dezember | Dezember | Dezember | Dezember | Dezember | Dezember | Dezember |
| Kw       | Mo       | Di       | Mi       | Do       | Fr       | Sa       | So       |
| -------- | -------- | -------- | -------- | -------- | -------- | -------- | -------- |
| 48       |          |          |          | 1        | 2        | 3        | 4        |
| 49       | 5        | 6        | 7        | 8        | 9        | 10       | 11       |
| 50       | 12       | 13       | 14       | 15       | 16       | 17       | 18       |
| 51       | 19       | 20       | 21       | 22       | 23       | 24       | 25       |
| 52       | 26       | 27       | 28       | 29       | 30       | 31       |          |

| Januar | Januar | Januar | Januar | Januar | Januar | Januar | Januar |
| Kw     | Mo     | Di     | Mi     | Do     | Fr     | Sa     | So     |
| ------ | ------ | ------ | ------ | ------ | ------ | ------ | ------ |
| 53     |        |        |        |        |        | 1      | 2      |
| 1      | 3      | 4      | 5      | 6      | 7      | 8      | 9      |
| 2      | 10     | 11     | 12     | 13     | 14     | 15     | 16     |
| 3      | 17     | 18     | 19     | 20     | 21     | 22     | 23     |
| 4      | 24     | 25     | 26     | 27     | 28     | 29     | 30     |
| 5      | 31     |        |        |        |        |        |        |

| Februar | Februar | Februar | Februar | Februar | Februar | Februar | Februar |
| Kw      | Mo      | Di      | Mi      | Do      | Fr      | Sa      | So      |
| ------- | ------- | ------- | ------- | ------- | ------- | ------- | ------- |
| 5       |         | 1       | 2       | 3       | 4       | 5       | 6       |
| 6       | 7       | 8       | 9       | 10      | 11      | 12      | 13      |
| 7       | 14      | 15      | 16      | 17      | 18      | 19      | 20      |
| 8       | 21      | 22      | 23      | 24      | 25      | 26      | 27      |
| 9       | 28      |         |         |         |         |         |         |

| März | März | März | März | März | März | März | März |
| Kw   | Mo   | Di   | Mi   | Do   | Fr   | Sa   | So   |
| ---- | ---- | ---- | ---- | ---- | ---- | ---- | ---- |
| 9    |      | 1    | 2    | 3    | 4    | 5    | 6    |
| 10   | 7    | 8    | 9    | 10   | 11   | 12   | 13   |
| 11   | 14   | 15   | 16   | 17   | 18   | 19   | 20   |
| 12   | 21   | 22   | 23   | 24   | 25   | 26   | 27   |
| 13   | 28   | 29   | 30   | 31   |      |      |      |

| April | April | April | April | April | April | April | April |
| Kw    | Mo    | Di    | Mi    | Do    | Fr    | Sa    | So    |
| ----- | ----- | ----- | ----- | ----- | ----- | ----- | ----- |
| 13    |       |       |       |       | 1     | 2     | 3     |
| 14    | 4     | 5     | 6     | 7     | 8     | 9     | 10    |
| 15    | 11    | 12    | 13    | 14    | 15    | 16    | 17    |
| 16    | 18    | 19    | 20    | 21    | 22    | 23    | 24    |
| 17    | 25    | 26    | 27    | 28    | 29    | 30    |       |

| Mai | Mai | Mai | Mai | Mai | Mai | Mai | Mai |
| Kw  | Mo  | Di  | Mi  | Do  | Fr  | Sa  | So  |
| --- | --- | --- | --- | --- | --- | --- | --- |
| 17  |     |     |     |     |     |     | 1   |
| 18  | 2   | 3   | 4   | 5   | 6   | 7   | 8   |
| 19  | 9   | 10  | 11  | 12  | 13  | 14  | 15  |
| 20  | 16  | 17  | 18  | 19  | 20  | 21  | 22  |
| 21  | 23  | 24  | 25  | 26  | 27  | 28  | 29  |
| 22  | 30  | 31  |     |     |     |     |     |

| Juni | Juni | Juni | Juni | Juni | Juni | Juni | Juni |
| Kw   | Mo   | Di   | Mi   | Do   | Fr   | Sa   | So   |
| ---- | ---- | ---- | ---- | ---- | ---- | ---- | ---- |
| 22   |      |      | 1    | 2    | 3    | 4    | 5    |
| 23   | 6    | 7    | 8    | 9    | 10   | 11   | 12   |
| 24   | 13   | 14   | 15   | 16   | 17   | 18   | 19   |
| 25   | 20   | 21   | 22   | 23   | 24   | 25   | 26   |
| 26   | 27   | 28   | 29   | 30   |      |      |      |

| Juli | Juli | Juli | Juli | Juli | Juli | Juli | Juli |
| Kw   | Mo   | Di   | Mi   | Do   | Fr   | Sa   | So   |
| ---- | ---- | ---- | ---- | ---- | ---- | ---- | ---- |
| 26   |      |      |      |      | 1    | 2    | 3    |
| 27   | 4    | 5    | 6    | 7    | 8    | 9    | 10   |
| 28   | 11   | 12   | 13   | 14   | 15   | 16   | 17   |
| 29   | 18   | 19   | 20   | 21   | 22   | 23   | 24   |
| 30   | 25   | 26   | 27   | 28   | 29   | 30   | 31   |

| August | August | August | August | August | August | August | August |
| Kw     | Mo     | Di     | Mi     | Do     | Fr     | Sa     | So     |
| ------ | ------ | ------ | ------ | ------ | ------ | ------ | ------ |
| 31     | 1      | 2      | 3      | 4      | 5      | 6      | 7      |
| 32     | 8      | 9      | 10     | 11     | 12     | 13     | 14     |
| 33     | 15     | 16     | 17     | 18     | 19     | 20     | 21     |
| 34     | 22     | 23     | 24     | 25     | 26     | 27     | 28     |
| 35     | 29     | 30     | 31     |        |        |        |        |

| September | September | September | September | September | September | September | September |
| Kw        | Mo        | Di        | Mi        | Do        | Fr        | Sa        | So        |
| --------- | --------- | --------- | --------- | --------- | --------- | --------- | --------- |
| 35        |           |           |           | 1         | 2         | 3         | 4         |
| 36        | 5         | 6         | 7         | 8         | 9         | 10        | 11        |
| 37        | 12        | 13        | 14        | 15        | 16        | 17        | 18        |
| 38        | 19        | 20        | 21        | 22        | 23        | 24        | 25        |
| 39        | 26        | 27        | 28        | 29        | 30        |           |           |

| Oktober | Oktober | Oktober | Oktober | Oktober | Oktober | Oktober | Oktober |
| Kw      | Mo      | Di      | Mi      | Do      | Fr      | Sa      | So      |
| ------- | ------- | ------- | ------- | ------- | ------- | ------- | ------- |
| 39      |         |         |         |         |         | 1       | 2       |
| 40      | 3       | 4       | 5       | 6       | 7       | 8       | 9       |
| 41      | 10      | 11      | 12      | 13      | 14      | 15      | 16      |
| 42      | 17      | 18      | 19      | 20      | 21      | 22      | 23      |
| 43      | 24      | 25      | 26      | 27      | 28      | 29      | 30      |
| 44      | 31      |         |         |         |         |         |         |

| November | November | November | November | November | November | November | November |
| Kw       | Mo       | Di       | Mi       | Do       | Fr       | Sa       | So       |
| -------- | -------- | -------- | -------- | -------- | -------- | -------- | -------- |
| 44       |          | 1        | 2        | 3        | 4        | 5        | 6        |
| 45       | 7        | 8        | 9        | 10       | 11       | 12       | 13       |
| 46       | 14       | 15       | 16       | 17       | 18       | 19       | 20       |
| 47       | 21       | 22       | 23       | 24       | 25       | 26       | 27       |
| 48       | 28       | 29       | 30       |          |          |          |          |

| Dezember | Dezember | Dezember | Dezember | Dezember | Dezember | Dezember | Dezember |
| Kw       | Mo       | Di       | Mi       | Do       | Fr       | Sa       | So       |
| -------- | -------- | -------- | -------- | -------- | -------- | -------- | -------- |
| 48       |          |          |          | 1        | 2        | 3        | 4        |
| 49       | 5        | 6        | 7        | 8        | 9        | 10       | 11       |
| 50       | 12       | 13       | 14       | 15       | 16       | 17       | 18       |
| 51       | 19       | 20       | 21       | 22       | 23       | 24       | 25       |
| 52       | 26       | 27       | 28       | 29       | 30       | 31       |          |

## Ereignisse

### Politik und Weltgeschehen

#### Krimkrieg
- 3. Juli: Die Kaiserlich Russische Armee besetzt die unter osmanischer Oberhoheit befindlichen Donaufürstentümer auf dem Balkan.
- 16. Oktober: Mit der Kriegserklärung des Osmanischen Reiches an Russland beginnt der Krimkrieg.

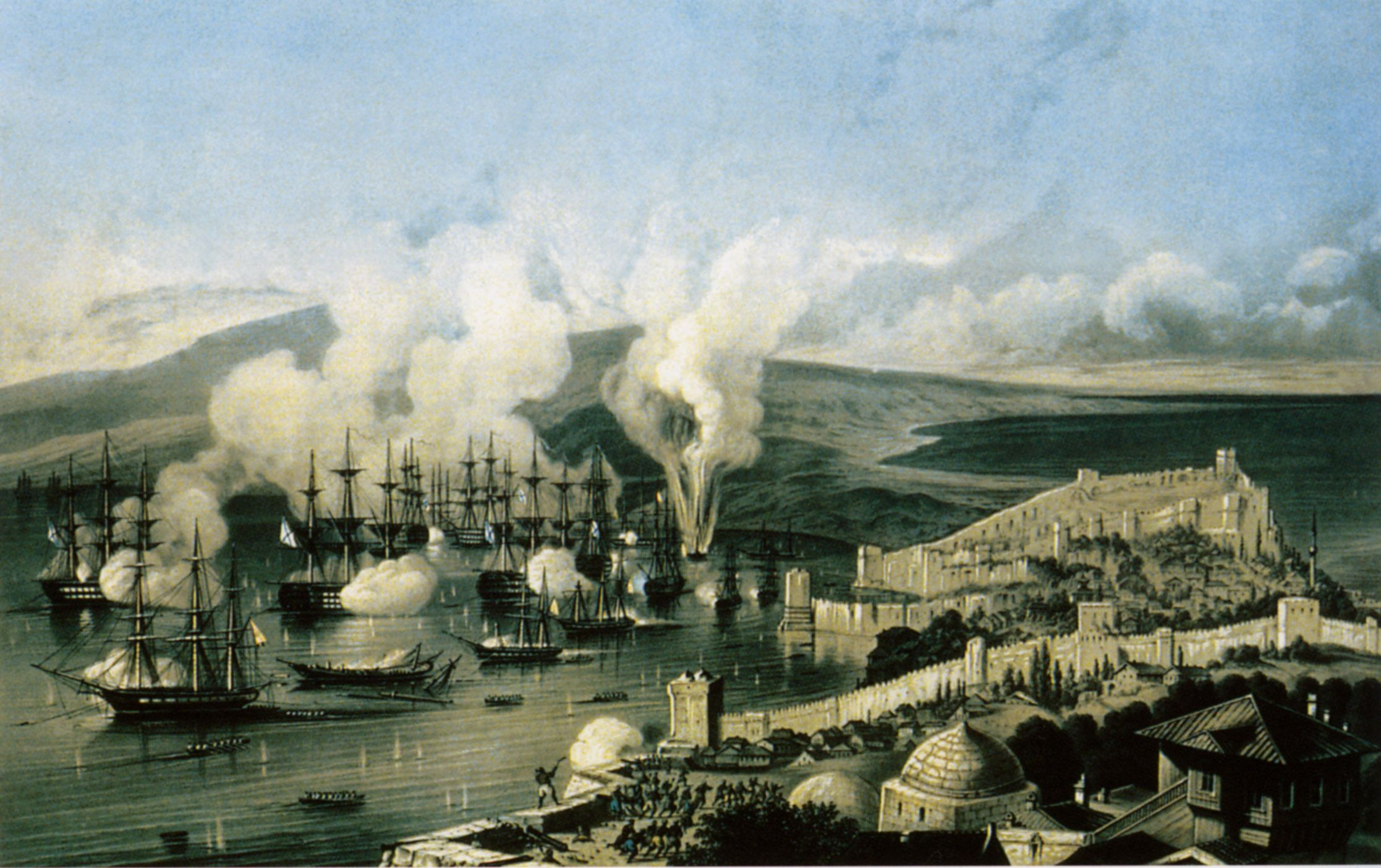
Die Schlacht bei Sinope, Gemälde von Alexei Bogoljubow

- 30. November: Die russische Schwarzmeerflotte unter Vizeadmiral Pawel Stepanowitsch Nachimow vernichtet die osmanische Flotte im Hafen von Sinope (siehe Seeschlacht bei Sinope). Die Großmächte Großbritannien und Frankreich entschließen sich nach dieser Nachricht, dem Osmanischen Reich beizustehen. Ihr Kriegseintritt in den Krimkrieg zeichnet sich ab.

#### Deutscher Bund

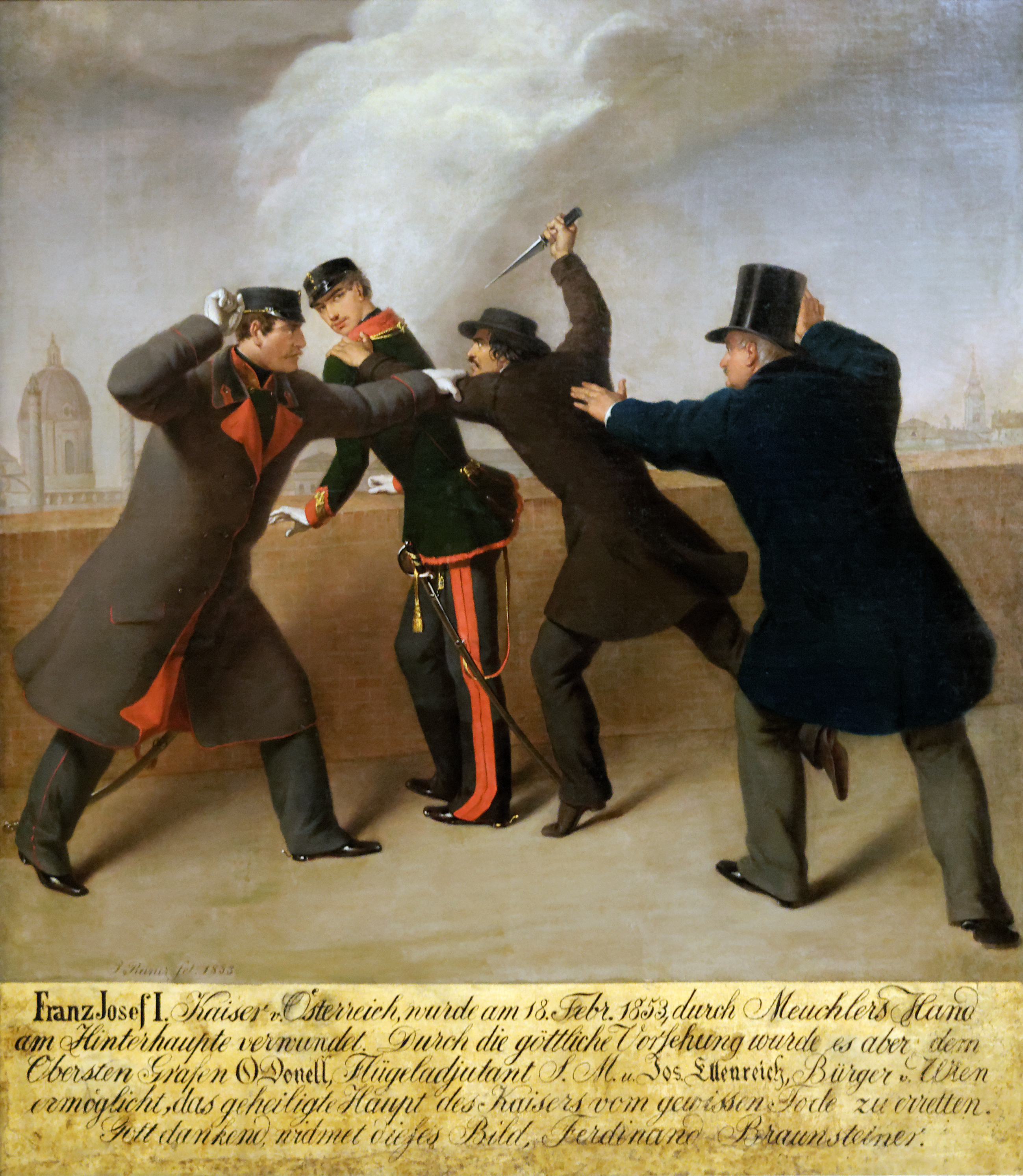
Attentat von 1853, Gemälde von J. Reiner

- 18. Februar: Der ungarische Schneidergeselle Janos Libényi verübt ein Attentat auf Kaiser Franz Joseph in Wien, das aber vom kaiserlichen Adjutanten Maximilian Karl Lamoral O’Donnell und dem Fleischhauer Josef Ettenreich vereitelt wird.
- 1. April: Die letzten Schiffe der im Vorjahr aufgelösten Deutschen Reichsflotte werden versteigert.

#### Portugal

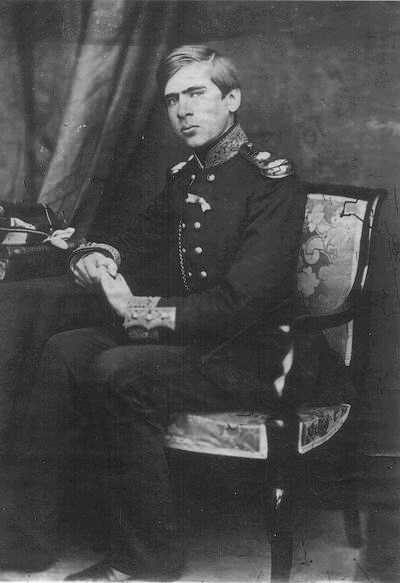
Pedro V.

- 15. November: Mit dem Tode Marias II. stirbt in Portugal das Haus Braganza aus. Den Thron übernimmt ihr Sohn Peter V. aus dem Haus Sachsen-Coburg-Gotha, wegen seiner Minderjährigkeit zunächst unter der Regentschaft seines Vaters Ferdinand II.

#### Schweiz

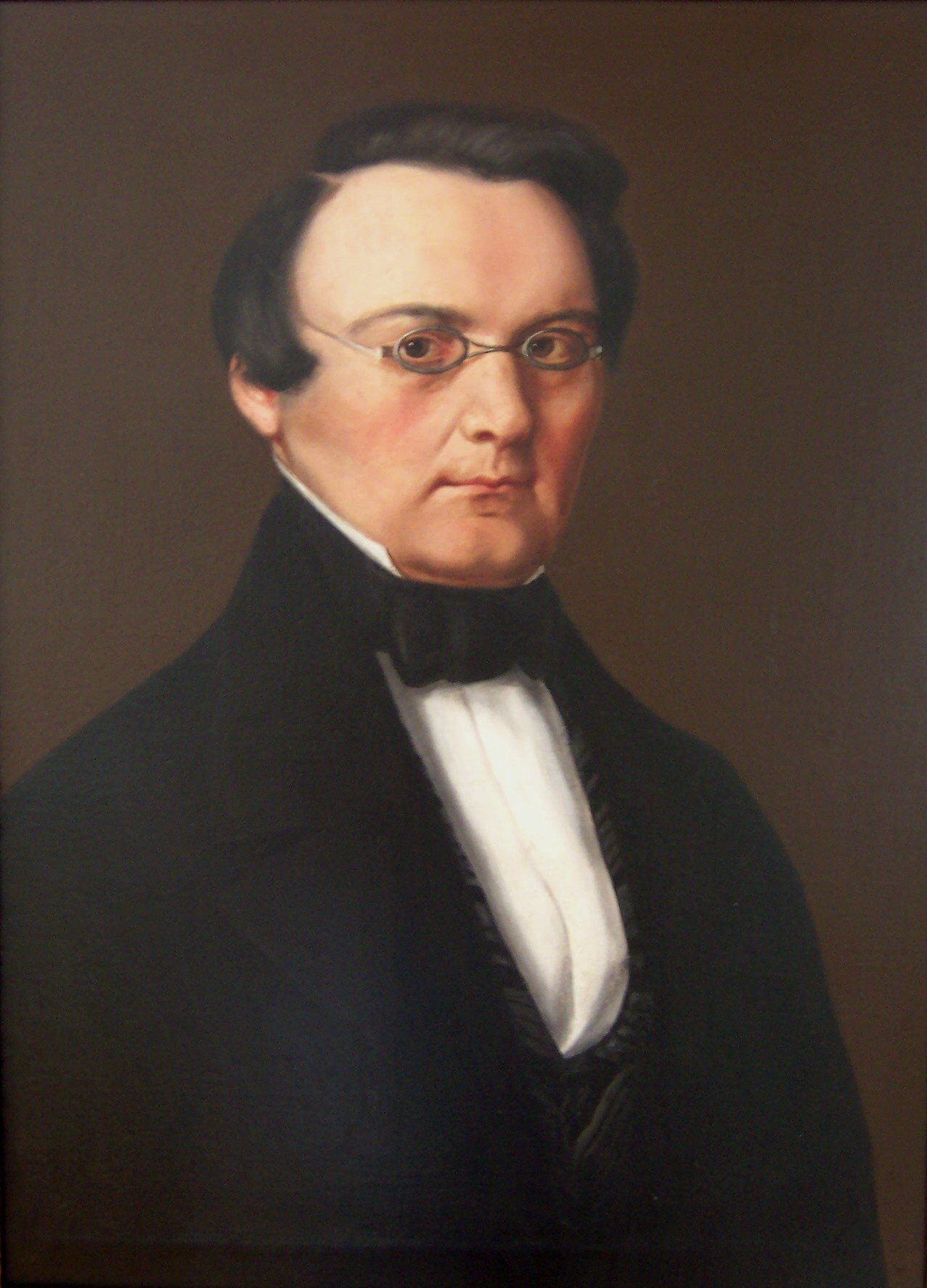
Wilhelm Matthias Naeff

- 1. Januar: Wilhelm Matthias Naeff wird Bundespräsident der Schweiz.

#### Vereinigte Staaten
- 6. Januar: Bei einem Eisenbahnunfall in Andover, Massachusetts, stürzt der einzige Personenwagen des Zuges, in dem der soeben neu gewählte Präsident der Vereinigten Staaten, Franklin Pierce, und seine Familie reisen, eine Böschung hinab. Einziges Todesopfer des Unfalls ist der elfjährige Sohn des Präsidenten. Seine Eltern haben anschließend mit schweren Depressionen zu kämpfen und Franklin Pierce entwickelt ein Alkoholproblem.
- 4. März: Franklin Pierce wird als 14. US-Präsident in sein Amt eingeführt. Er löst Millard Fillmore ab.
- 18. April: Nach nur 45 Tagen im Amt stirbt Vizepräsident William R. King an Tuberkulose. Da zu diesem Zeitpunkt die Ernennung eines Nachfolgers nicht zulässig ist, bleibt das Kabinett Pierce nahezu die gesamte Legislaturperiode ohne Vizepräsidenten.

Gebietsabtretungen Mexikos an die Vereinigten Staaten im Gadsden-Kauf (gelb)

- 30. Dezember: Im Gadsden-Kauf erhalten die Vereinigten Staaten Grenzgebiete zu Mexiko.

#### Südamerika
- Vélez in der Republik Neugranada, dem heutigen Kolumbien, führt als erste Stadt das Frauenwahlrecht ein.

#### Japan
- Tokugawa Iesada wird nach dem Tod seines Bruders Tokugawa Ieyoshi zum 13. Shogun der Tokugawa.

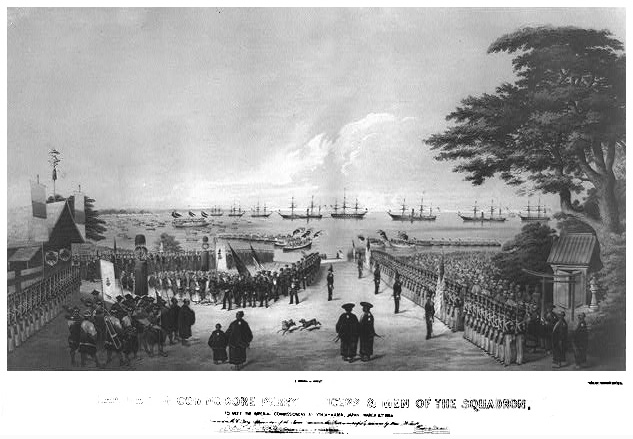
Commodore Perry landet in Yokohama

- 8. Juli: Der amerikanische Admiral Matthew C. Perry läuft mit einem Flottenverband Schwarzer Schiffe in den Hafen von Uraga in Japan ein und fordert die Öffnung des seit zweihundert Jahren in Isolation befindlichen Landes.
- 21. August: Der russische Admiral Putjatin erscheint mit vier Kriegsschiffen in der Bucht von Nagasaki.

#### Indischer Ozean und Ozeanien
- 24. September: Frankreich nimmt die pazifische Inselgruppe Neukaledonien in seinen Besitz.
- 25. November: Der US-amerikanische Kapitän John Heard entdeckt die nach ihm benannte Insel im südlichen Indischen Ozean.

### Wirtschaft

#### Internationale Ausstellungen

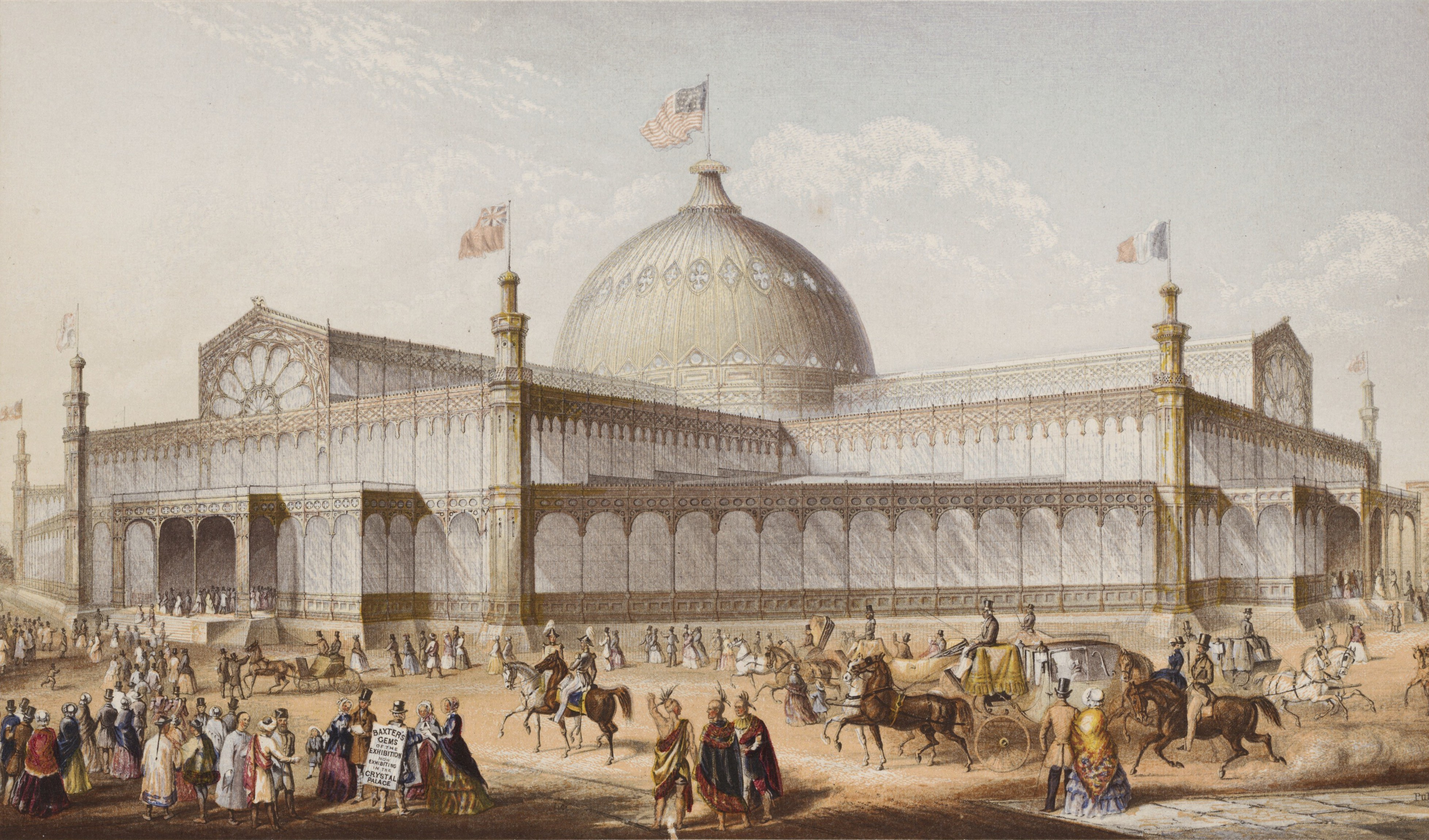
Das Ausstellungsgelände mit dem New York Crystal Palace

- 14. Juli: Franklin Pierce eröffnet die Exhibition of the Industry of All Nations in New York City. Die Weltausstellung dauert bis zum 1. November 1854. Etwa viertausend Aussteller präsentieren Industrie- und Konsumgüter sowie kunstgewerbliche Objekte.

#### Bergbau
- In der Grube Einigkeit in Jáchymov in Böhmen beginnt der planmäßige Abbau von Uranerz.

#### Unternehmensgründungen
- 17. März: Auf Initiative von Erastus Corning schließen sich 10 Eisenbahngesellschaften zur New York Central Railroad zusammen. Die Fusion wird am 2. April vom New Yorker Parlament genehmigt und am 17. Mai wirksam.
- 2. April: In Darmstadt nimmt die Darmstädter Bank für Handel und Industrie als zweite Aktiengesellschaft im Bankenbereich nach Erhalt ihrer Konzession die Geschäftstätigkeit auf.
- 26. September: In Berlin wird die Allgemeine Eisenbahn-Versicherungs-Gesellschaft, aus der später die Victoria-Versicherung hervorgeht, gegründet.
- Theobald Grieben gründet in Berlin die nach ihm benannte Griebens Reise-Bibliothek. Eine Sammlung praktischer Reisehandbücher mit Reisekarten und Städteplänen. Die Sammlung wird durch ihre Zuverlässigkeit in Deutschland schnell bekannt und zu einem der wichtigsten Konkurrenten des Baedeker-Reiseführers.
- Gründung der Metallwarenfabrik „Straub & Schweizer“, aus der 1880 die WMF hervorgeht
- 1853 gilt als „Goldenes Jahr“ der Klavierbaugeschichte, in dem drei berühmte Hersteller gegründet werden: Bechstein, Blüthner sowie Steinway & Sons.

#### Verkehr
- 16. April: Mit Eröffnung der Bahnstrecke zwischen Bombay und Thane durch die Great Indian Peninsula Railway verkehrt der erste indische Personenzug. Dies ist zugleich die erste Eisenbahnverbindung in Asien.
- 26. September: Die erste Teilstrecke der Bayerischen Maximiliansbahn wird eröffnet.

#### Sonstiges
- 24. August: Der Überlieferung nach werden vom Koch George Crum in einem Hotel in Saratoga Springs erstmals Kartoffelchips serviert, nachdem sich ein Gast wiederholt über zu dicke Bratkartoffeln beschwert hat.

### Wissenschaft und Technik

#### Afrikaforschung

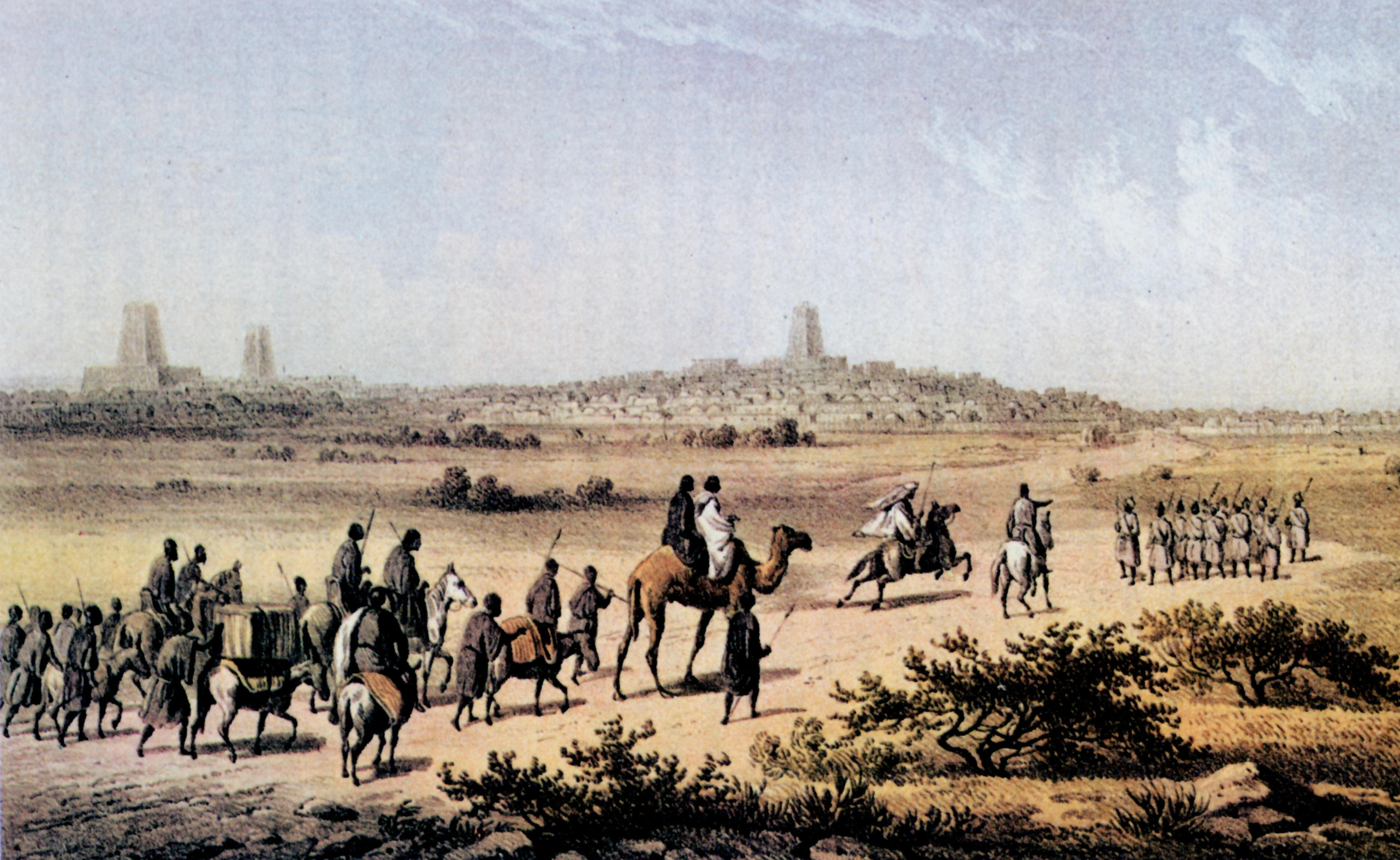
Heinrich Barth (auf dem Pferd, in arabischer Tracht) nähert sich Timbuktu

- Heinrich Barth erreicht am 7. September Timbuktu.

#### Naturwissenschaften
- William John Macquorn Rankine führt den Begriff der Energie in die Thermodynamik ein.

### Kultur

#### Architektur und Bildende Kunst
- 22. Juni: Georges-Eugène Haussmann wird zum Präfekten von Paris ernannt und beginnt im selben Jahr mit einem radikalen architektonischen Umbau der Stadt.
- 28. September: Die Grundsteinlegung von Balmoral Castle findet statt.

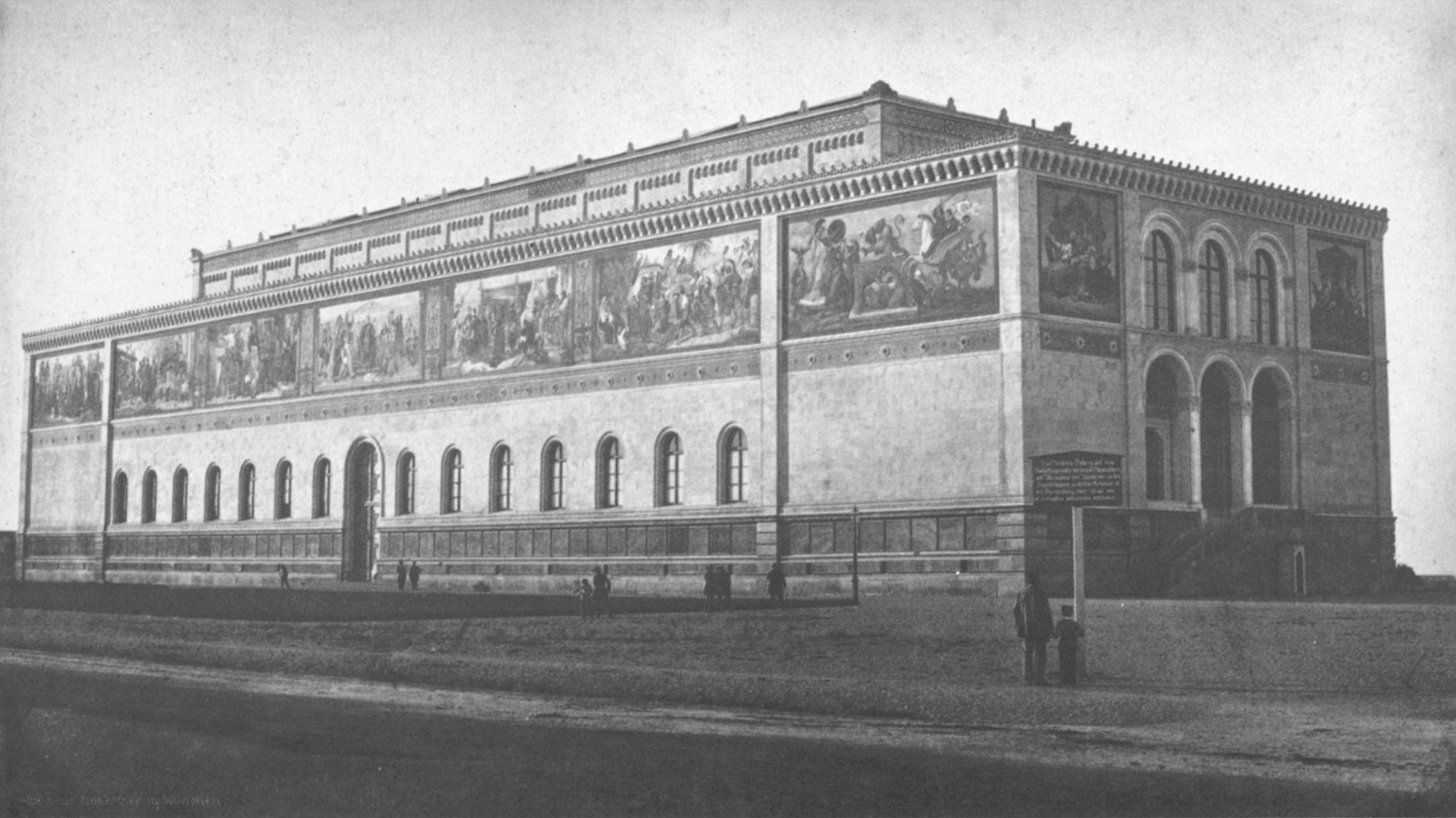
Die Neue Pinakothek um 1854

- 25. Oktober: Die Neue Pinakothek in München wird eröffnet.
- Die Ruhmeshalle in München wird fertig gebaut.

#### Musik und Theater

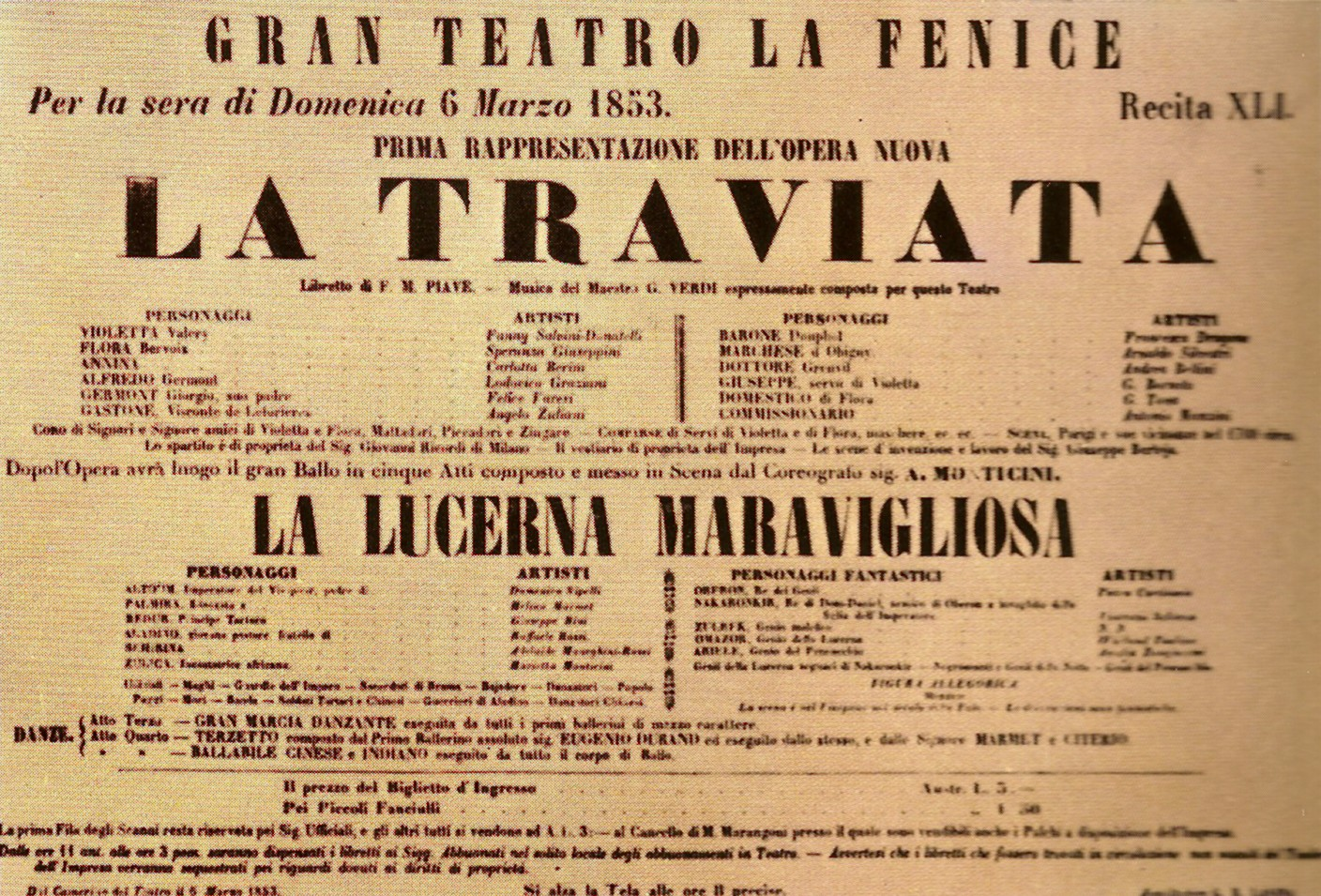
Uraufführung von La Traviata

- 6. März: Giuseppe Verdis Oper La traviata mit dem Libretto von Francesco Maria Piave nach dem Roman La dame aux camélias von Alexandre Dumas dem Jüngeren wird am Teatro la Fenice in Venedig uraufgeführt und fällt zunächst beim Publikum durch. Erst eine überarbeitete Neuversion wird später zu einer der erfolgreichsten Opern der Musikgeschichte.
- 16. März: Heimliches Geld, heimliche Liebe, eine Posse mit Gesang von Johann Nestroy mit Musik von Carl Binder, fällt bei seiner Uraufführung durch und wird bereits am nächsten Tag vom Spielplan gestrichen.
- Das Stadttheater Heidelberg wird errichtet.
- Stephen Foster verfasst das Lied My Old Kentucky Home, heute die offizielle Hymne von Kentucky.

### Gesellschaft
- 30. Januar: In der Kathedrale Notre-Dame de Paris werden der französische Kaiser Napoleon III. und Eugénie de Montijo getraut.

### Religion
- 21. Januar: Im Berliner Dom wird die Gründung des Jerusalemsvereins mitgeteilt. Er soll die evangelischen Kirchengemeinden im Heiligen Land unterstützen.
- 7. März: Eine päpstliche Allokution über die Einrichtung von fünf Bistümern in den Niederlanden löst bei der mehrheitlich protestantischen Bevölkerung Entrüstung aus, die in der Folge den Regierungschef Johan Rudolf Thorbecke zum Rücktritt bewegt.

### Katastrophen
- Mai: In New Orleans bricht eine Gelbfieber-Epidemie aus, bei der im Laufe des Jahres fast 8000 Menschen ums Leben kommen.[1][2]

### Sport
- Die Revised London Prize Ring Rules für das Boxen werden veröffentlicht.

## Geboren

### Januar/Februar
- 01. Januar: Karl von Einem, preußischer Kriegsminister († 1934)
- 01. Januar: Hans Koessler, deutscher Komponist († 1926)
- 01. Januar: Harry Alden Richardson, US-amerikanischer Politiker († 1928)
- 03. Januar: Marie Arnsburg, österreichische Malerin († 1940)
- 03. Januar: Iwan Knorr, deutscher Komponist und Musikpädagoge († 1916)
- 09. Januar: Henning von Holtzendorff, deutscher Großadmiral († 1919)
- 11. Januar: Gustav Falke, deutscher Schriftsteller († 1916)
- 12. Januar: Gregorio Ricci-Curbastro, italienischer Mathematiker († 1925)
- 13. Januar: Carola Bruch-Sinn, österreichische Schriftstellerin († 1911)
- 13. Januar: Joseph Salomonson, niederländischer Konsul, Unternehmer und Lebensreformer († nach 1908)
- 14. Januar: Laura Rappoldi, österreichisch-deutsche Pianistin († 1925)
- 15. Januar: Per Olof Christopher Aurivillius, schwedischer Entomologe († 1928)
- 15. Januar: Wilhelm Kaspar, lettischer Pastor und evangelischer Bekenner († 1919)
- 15. Januar: Albert McIntire, US-amerikanischer Politiker († 1935)
- 16. Januar: Ian Standish Monteith Hamilton, britischer General († 1947)
- 18. Januar: Fanny Stresow, deutsche Malerin († nach 1930)
- 20. Januar: Marguerite de Witt-Schlumberger, französische Feministin († 1924)
- 22. Januar: Francis Hagerup, norwegischer Politiker, Jurist und Diplomat († 1921)
- 26. Januar: Anna von Krane, deutsche Schriftstellerin († 1937)
- 28. Januar: José Martí, kubanischer Nationaldichter und Unabhängigkeitskämpfer († 1895)
- 28. Januar: Carl Ulrich, erster Ministerpräsident des Volksstaates Hessen († 1933)
- 29. Januar: Shibasaburo Kitasato, japanischer Arzt und Bakteriologe († 1931)
- 31. Januar: Maria Belpaire, belgische Schriftstellerin († 1948)
- 01. Februar: Johann Gottlieb Schoch, deutscher Gartenarchitekt und Gartendirektor († 1905)
- 02. Februar: Charles de Wuilleret, Schweizer Jurist, Politiker und Verbandsfunktionär († 1918)
- 09. Februar: Gustav Aufschläger, deutscher Sprengstoffchemiker und Unternehmensführer († 1934)
- 09. Februar: Leander Jameson, südafrikanischer Premierminister und Anführer des Jameson-Raid († 1917)
- 10. Februar: Richard Leopold Oskar Anders, deutscher Bildhauer und Hochschullehrer († 1917)
- 10. Februar: Victor Mordechai Goldschmidt, deutscher Mineraloge († 1933)
- 11. Februar: Lorenz Ludwig Auler, deutscher Politiker († 1922)
- 13. Februar: Louis Müller-Unkel, deutscher Glastechniker († 1938)
- 13. Februar: Pierre de Ségur, französischer Schriftsteller († 1916)
- 15. Februar: Max Wilhelm Meyer, deutscher Astronom, Naturforscher und Schriftsteller († 1910)
- 15. Februar: Frederick Treves, britischer Chirurg († 1923)
- 16. Februar: Charles J. Hughes, US-amerikanischer Politiker († 1911)
- 19. Februar: Jacques Doucet, französischer Modedesigner († 1929)
- 20. Februar: Amanda Röntgen-Maier, schwedische Komponistin († 1894)
- 25. Februar: Karl von Weizsäcker, deutscher Politiker († 1926)
- 27. Februar: Josef Holeček, tschechischer Schriftsteller, Übersetzer und Journalist († 1929)
- 27. Februar: Jules Lemaître, französischer Schriftsteller († 1914)
- 28. Februar: Albert Koebele, deutsch-US-amerikanischer Entomologe († 1924)

### März/April
- 02. März: Ambrosius Arnold Willem Hubrecht, niederländischer Zoologe († 1915)
- 05. März: Arthur Foote, US-amerikanischer Komponist († 1937)
- 07. März: Paul Wittig, deutscher Architekt († 1943)
- 10. März: Paul-Émile Boutigny, französischer Maler und Illustrator († 1929)
- 11. März: George Alburtus Anderson, US-amerikanischer Politiker († 1896)
- 12. März: Carl Johann Moritz Arnold, deutscher Chemiker und Mineraloge, Gelehrter, Lehrbeauftragter, Geheimrat, Alpinist, Sachbuchautor und Schriftsteller († 1929)
- 12. März: Georg von Schanz, deutscher Professor († 1931)
- 13. März: James Murray, britischer General († 1919)
- 14. März: Ferdinand Hodler, Schweizer Maler († 1918)
- 14. März: Else Sohn-Rethel, deutsche Malerin und Sängerin († 1933)
- 16. März: Heinrich Kayser, deutscher Physiker († 1940)
- 16. März: Josef Schey von Koromla, österreichischer Rechtswissenschaftler († 1938)
- 18. März: Émile-Alexandre Taskin, französischer Opernsänger († 1897)
- 18. März: Emilie Kempin-Spyri, erste Frau, die in der Schweiz als Juristin promovierte und habilitierte († 1901)
- 21. März: Berthold Deimling, preußischer General und späterer Pazifist († 1944)
- 21. März: William W. Stickney, US-amerikanischer Politiker († 1932)
- 28. März: Jacob B. Bull, norwegischer Autor († 1930)
- 28. März: Rudolf Kittel, deutscher Alttestamentler († 1929)
- 29. März: Elihu Thomson, britisch-amerikanischer Elektrotechnikingenieur († 1937)
- 29. März: Hans Bußmeyer, deutscher Komponist und Pianist († 1930)

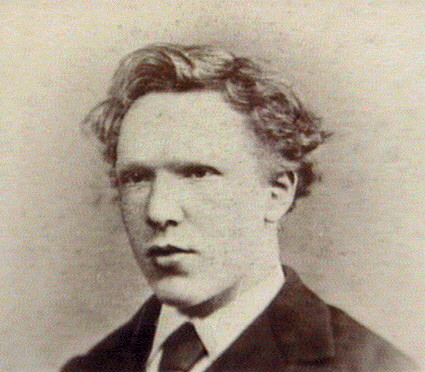
Vincent van Gogh im Alter von 19 Jahren

- 30. März: Vincent van Gogh, niederländischer Maler († 1890)
- 30. März: Franz Philip Hosp, deutschamerikanischer Landschaftsgärtner und Baumschuler († 1936)
- 31. März: Otto Nikolaus Witt, russischer Chemiker († 1915)
- 03. April: Leopold Freiherr von Aichelburg-Labia, österreichischer Politiker († 1926)
- 04. April: Otto Stolten, deutscher Politiker († 1928)
- 04. April: Just Knud Qvigstad, norwegischer Philologe und Politiker († 1957)
- 05. April: Lily Alice Lefevre, kanadische Lyrikerin († 1938)
- 05. April: Conrad von Seelhorst, deutscher Agrarwissenschaftler († 1930)
- 06. April: Emil Jellinek, deutscher Geschäftsmann und Konsul († 1918)
- 07. April: Leopold Georg, Herzog von Albany, Kind von Königin Viktoria von Großbritannien und Prinz Albert († 1884)
- 12. April: Carl Friedrich Wilhelm Augst, deutscher Politiker († 1913)
- 13. April: Hector Archibald MacDonald, britischer General († 1903)
- 17. April: Arthur Schoenflies, deutscher Mathematiker († 1928)
- 21. April: Xaver Imfeld, Schweizer Kartograph († 1909)
- 21. April: Charles Théodore Malherbe, französischer Musikwissenschaftler und Komponist († 1911)
- 22. April: Alphonse Bertillon, französischer Kriminalist und Anthropologe († 1914)
- 27. April: Emil Stadler, Schweizer Unternehmer, Oberstleutnant und Politiker († 1917)
- 28. April: William Wright Heard, US-amerikanischer Politiker († 1926)

### Mai/Juni
- 01. Mai: Alexander Meyer-Cohn, deutscher Bankier und Autographensammler († 1904)
- 02. Mai: Carl Rabl, Arzt und Anatom († 1917)
- 05. Mai: Ignaz Glaser, österreichischer Unternehmer in Prag und Bürmoos (Salzburg) († 1916)
- 06. Mai: Philander C. Knox, US-amerikanischer Politiker († 1921)
- 11. Mai: Benedetto Lorenzelli, italienischer römisch-katholischer Kardinal († 1915)
- 11. Mai: Georg Pfaff, deutscher Unternehmer († 1917)
- 12. Mai: Adam Karillon, deutscher Arzt und Schriftsteller († 1938)
- 12. Mai: Jonathan Paul, deutscher evangelischer Pastor, Zeltmissionar und Publizist († 1931)
- 13. Mai: Adolf Hölzel, österreichisch-deutscher Maler († 1934)
- 15. Mai: Heinrich Kern, Schweizer Landwirt und Politiker († 1923)
- 17. Mai: Paul Arendt, deutscher Theaterschauspieler († 1940)
- 21. Mai: Heinrich Lammasch, letzter Ministerpräsident Österreich-Ungarns († 1920)
- 21. Mai: Edward Gawler Prior, kanadischer Politiker († 1920)
- 28. Mai: Carl Larsson, schwedischer Maler († 1919)
- 03. Juni: Flinders Petrie, britischer Ägyptologe († 1942)
- 11. Juni: Samuel Rousseau, französischer Komponist († 1904)
- 12. Juni: Gustav Lehmann, deutscher Pädagoge und Botaniker († 1928)
- 12. Juni: Julius Spengel, deutscher Komponist, Dirigent und Pianist († 1936)
- 14. Juni: John E. Weeks, US-amerikanischer Politiker († 1949)
- 16. Juni: Hermann Aust, deutscher Unternehmer († 1943)
- 18. Juni: Mato Kosyk, sorbischer Dichter († 1940)
- 20. Juni: Erich Schmidt, deutscher Literaturhistoriker († 1913)
- 21. Juni: Peder Klint, dänischer Maler und Architekt († 1930)
- 21. Juni: Therese Malten, deutsche Sängerin (Sopran) († 1930)
- 22. Juni: Viktor Martin Otto Denk, deutscher Schriftsteller und Redakteur († 1918)
- 26. Juni: Frederick H. Evans, britischer Fotograf († 1943)
- 27. Juni: Peter von Bradke, deutscher Linguist und Sanskritist († 1897)
- 28. Juni: Adolf von Strümpell, deutscher Neurologe († 1925)
- 29. Juni: Johannes Kaltenboeck, Schriftsteller österreichischer Abstammung († 1927)
- 30. Juni: Wilhelm Christ-Iselin, Schweizer Industrieller und Autor († 1926)
- 30. Juni: Adolf Furtwängler, deutscher Archäologe († 1907)

### Juli/August
- 04. Juli: Ernst Otto Beckmann, deutscher Chemiker († 1923)

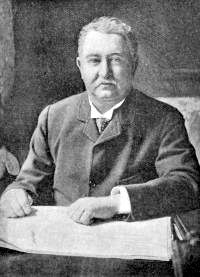
Cecil Rhodes

- 05. Juli: Cecil Rhodes, britischer Politiker und Gründer des Staates Rhodesien († 1902)
- 05. Juli: Tivadar Kosztka Csontváry, ungarischer Maler († 1919)
- 06. Juli: Max von Gruber, österreichischer Mediziner und Begründer der modernen Hygiene († 1927)
- 08. Juli: Hermann Suter; Schweizer Zollbeamter († 1914)
- 10. Juli: William Coleman Anderson, US-amerikanischer Politiker († 1902)
- 14. Juli: Eduard Franz Ludwig Kullmann, deutscher Handwerker und Attentäter († 1892)
- 15. Juli: Marija Jermolowa, russische Theaterschauspielerin († 1928)
- 17. Juli: Alexius Meinong, österreichischer Philosoph und Psychologe († 1920)

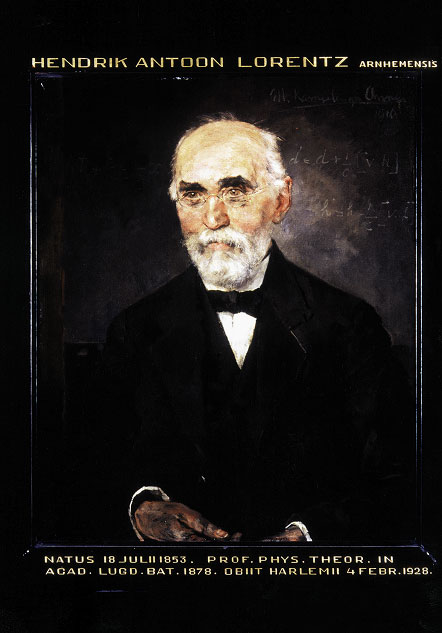
Hendrik Antoon Lorentz

- 18. Juli: Hendrik Antoon Lorentz, niederländischer Mathematiker und Physiker († 1928)
- 18. Juli: Albert O. Brown, US-amerikanischer Politiker († 1937)
- 19. Juli: Ernst von Stubenrauch, deutscher Politiker († 1909)
- 22. Juli: Alfred Messel, deutscher Architekt († 1909)
- 24. Juli: Henri-Alexandre Deslandres, französischer Astronom († 1948)
- 24. Juli: William Gillette, US-amerikanischer Schauspieler, Dramatiker und Autor († 1937)
- 26. Juli: Martin Segitz, deutscher Gewerkschaftsführer und Politiker († 1927)
- 27. Juli: Wladimir Galaktionowitsch Korolenko, russischer Schriftsteller († 1921)
- 29. Juli: Ignaz Gaugengigl, deutscher Maler († 1932)
- 31. Juli: Tereza Nováková, tschechische Schriftstellerin, Vertreterin des Realismus und der Dorfprosa († 1912)
- 04. August: Martha Remmert, deutsche Pianistin, Musikpädagogin, Dirigentin, Musikfestmanagerin und Musikschriftstellerin († 1941)
- 04. August: John Henry Twachtman, US-amerikanischer Maler des Impressionismus († 1902)
- 06. August: Otto Beutler, deutscher Jurist, Politiker, Oberbürgermeister von Dresden († 1926)
- 14. August: Dominique Gauchet, französischer Admiral († 1931)
- 19. August: Siegmund Seligmann, deutscher Kaufmann und Unternehmer († 1925)
- 21. August: Émile Mayade, französischer Autopionier und Rennfahrer († 1898)
- 21. August: Teodoro Valfrè di Bonzo, Erzbischof von Vercelli und Kardinal († 1922)
- 24. August: Charles William Fulton, US-amerikanischer Politiker († 1918)
- 30. August: Percy Goetschius, US-amerikanischer Musiktheoretiker und Kompositionslehrer († 1943)
- 30. August: Hermine von Janda, österreichische Malerin († 1929)
- 31. August: Alexei Alexejewitsch Brussilow, russischer Generaladjutant († 1926)

### September/Oktober

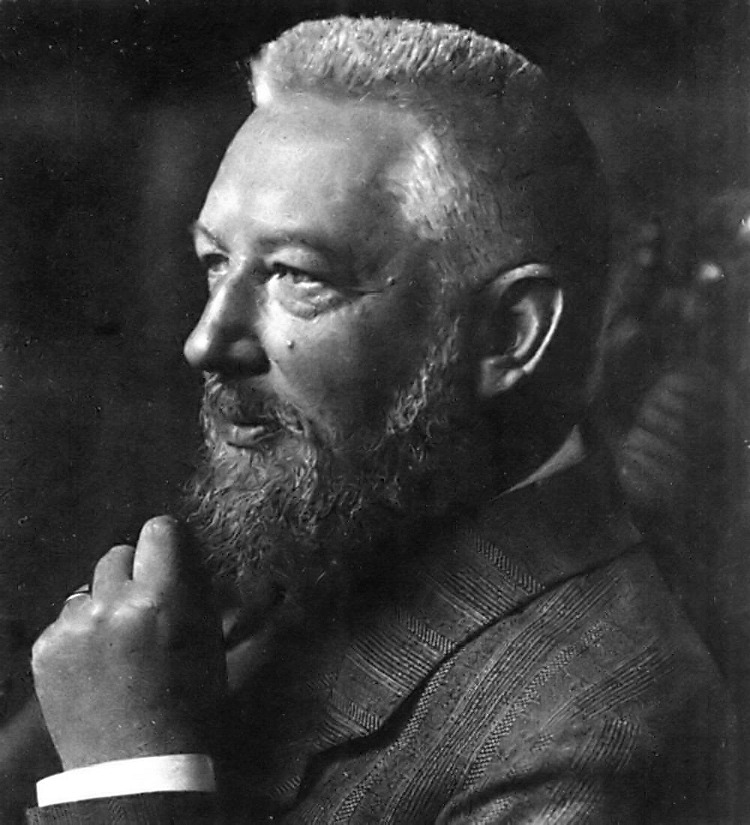
Wilhelm Ostwald

- 02. September: Wilhelm Ostwald, balten-deutscher Chemiker und Nobelpreisträger († 1932)
- 02. September: Ferdinand Karsch, deutscher Entomologe und Sexualwissenschaftler († 1936)
- 04. September: Hermann von Wissmann, deutscher Reichskommissar und Gouverneur in Deutsch-Ostafrika († 1905)
- 05. September: David Demerest Aitken, US-amerikanischer Politiker († 1930)
- 09. September: Hanns von Zobeltitz, deutscher Journalist und Schriftsteller († 1918)
- 10. September: Ferdinand Blumentritt, sudetendeutscher Ethnograph, Lehrer und Gymnasialdirektor in Leitmeritz († 1913)
- 11. September: Katharina Schratt, österreichische Schauspielerin († 1940)
- 12. September: Emil Günter, Schweizer Unternehmer, Politiker und Autor († 1927)
- 13. September: Hans Christian Gram, dänischer Bakteriologe († 1938)
- 14. September: Marc-Emile Ruchet, Schweizer Politiker († 1912)

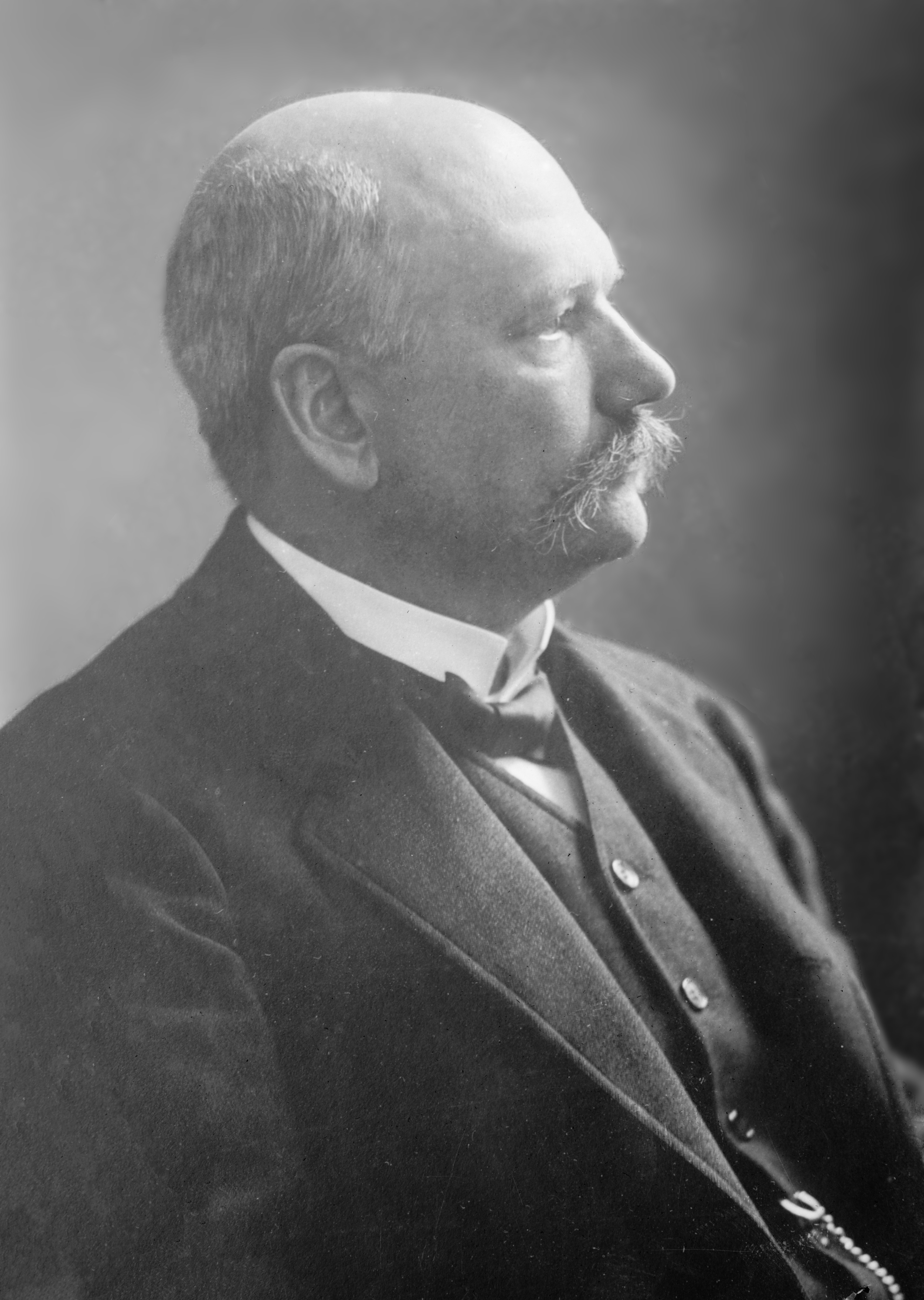
Albrecht Kossel

- 16. September: Albrecht Kossel, deutscher Mediziner und Physiologe († 1927)
- 19. September: Florentino Ameghino, argentinischer Naturforscher und Anthropologe († 1911)
- 20. September: Joseph Kürschner, deutscher Schriftsteller und Lexikograph († 1902)
- 20. September: Chulalongkorn, König von Siam († 1910)
- 21. September: Teibi Andō, japanischer General († 1932)
- 21. September: Heike Kamerlingh Onnes, niederländischer Physiker († 1926)
- 25. September: Alexander S. Clay, US-amerikanischer Politiker († 1910)
- 25. September: Allen M. Fletcher, US-amerikanischer Politiker († 1922)
- 25. September: Juan Francisco González, chilenischer Maler († 1933)
- 06. Oktober: Thies Hinrich Engelbrecht, deutscher Agrargeograph († 1934)
- 06. Oktober: Johannes von Kries, deutscher Psychologe, Physiologe und Philosoph († 1928)
- 07. Oktober: Luis Andreoni, italienischer Ingenieur und Architekt († 1936)
- 10. Oktober: Jeanne Immink, Begründerin des modernen Frauenbergsteigens († 1929)
- 10. Oktober: Victor H. Metcalf, US-amerikanischer Politiker († 1936)
- 13. Oktober: Lillie Langtry, britische Schauspielerin, Modell und Mätresse († 1929)
- 14. Oktober: Ciprian Porumbescu, rumänischer Komponist († 1883)
- 14. Oktober: Marià Vayreda i Vila, katalanischer Maler und Schriftsteller († 1903)
- 16. Oktober: Emilio Aceval, paraguayischer Politiker († 1931)
- 16. Oktober: Willibrord Benzler, deutscher Bischof und Mönch († 1921)
- 26. Oktober: Paul Homeyer, deutscher Organist († 1908)
- 26. Oktober: Elisabeth von Plotho, deutsche Adelige, Vorbild für Theodor Fontanes Effi Briest († 1952)
- 30. Oktober: Louise Abbéma, französische Malerin († 1927)

### November/Dezember
- 01. November: José Santos Zelaya, nicaraguanischer Politiker und Staatspräsident († 1919)
- 02. November: Konrad Oebbeke, deutscher Mineraloge, Geologe und Professor († 1932)
- 07. November: Emil Rellstab, Schweizer Landwirt und Politiker († 1922)
- 09. November: Stanford White, US-amerikanischer Architekt († 1906)
- 12. November: Oskar Panizza, deutscher Arzt und Schriftsteller († 1921)
- 13. November: Arnold von Siemens, deutscher Industrieller († 1918)
- 16. November: Wilhelm Feldmann, deutscher Ingenieur († 1905)
- 17. November: Heinrich Leithäuser, deutscher Ingenieur († 1920)
- 20. November: Martin Samuel Kroch, deutsch-jüdischer Kaufmann und Bankier († 1926)
- 21. November: Hussein Kamil, Sultan von Ägypten und König des Anglo-Ägyptischen Sudan († 1917)
- 23. November: Leo Anton Carl de Ball, deutscher Astronom († 1916)
- 26. November: Karl Sudhoff, deutscher Medizinhistoriker, Begründer der Medizingeschichte als wissenschaftliche Disziplin († 1938)
- 04. Dezember: Elisabeth Büttner, deutsche Malerin († 1934)
- 04. Dezember: Errico Malatesta, italienischer Anarchist († 1932)
- 07. Dezember: Oskar Ludwig Auster, sächsischer königlicher Baurat († 1919)
- 08. Dezember: Carl von Bergen, deutscher Maler († 1933)
- 11. Dezember: Anton von Perfall, deutscher Jagdschriftsteller († 1912)
- 11. Dezember: Jacob Wackernagel, Schweizer Altphilologe und Indogermanist († 1938)
- 15. Dezember: Theodor von Frimmel, österreichischer Kunsthistoriker und Musikwissenschaftler († 1928)
- 17. Dezember: Émile Roux, französischer Wissenschaftler und Pionier auf dem Gebiet der Mikrobiologie († 1933)
- 17. Dezember: Herbert Beerbohm Tree, englischer Theaterschauspieler († 1917)
- 21. Dezember: Isolde Kurz, deutsche Schriftstellerin († 1944)
- 22. Dezember: Jewgraf Stepanowitsch Fjodorow, russischer Kristallograph und Mineraloge († 1919)
- 22. Dezember: Teresa Carreño, venezolanische Komponistin († 1917)
- 22. Dezember: Édouard de Reszke, französischer Opernsänger (Bass) polnischer Herkunft († 1917)
- 23. Dezember: Italo Azzoni, italienischer Komponist, Pianist, Dirigent und Musikpädagoge († 1935)
- 26. Dezember: Jane Sutherland, australische Landschaftsmalerin († 1928)
- 26. Dezember: René Bazin, französischer Schriftsteller und Professor der Rechte († 1932)
- 26. Dezember: Wilhelm Dörpfeld, deutscher Architekt und Archäologe († 1940)
- 31. Dezember: Jakob Reumann, österreichischer Politiker († 1925)
- 31. Dezember: Tasker H. Bliss, US-amerikanischer General und Diplomat († 1930)

### Genaues Geburtsdatum unbekannt
- Georg Ahsbahs, deutscher Pferdezüchter († 1923)
- Cesare Bernardo Bellini, italienischer Komponist und Gesangslehrer († 1940)
- Henry Morton Dunham, US-amerikanischer Organist und Komponist († 1929)
- Martiniano Leguizamón, argentinischer Schriftsteller († 1935)
- Charles Vance Millar, kanadischer Anwalt und Unternehmer († 1926)
- Paul Véronge de la Nux, französischer Komponist († um 1911)
- Jesse Evans, US-amerikanischer Cowboy und Bandit († unbekannt)

## Gestorben

### Erstes Quartal
- 01. Januar: Valentin Sibbern, norwegischer Offizier und Politiker (* 1779)
- 02. Januar: Carl Heinrich Behn, dänischer Etatsrat (* 1799)
- 08. Januar:  Charles Humphrey Atherton, US-amerikanischer Politiker (* 1773)
- 16. Januar: Matteo Carcassi, italienischer Gitarrist und Komponist (* 1796)
- 16. Januar: Johann Jakob Sulzer, Schweizer Glockengießer und Unternehmer (* 1782)
- 19. Januar: Charles Baker Adams, US-amerikanischer Naturforscher (* 1814)
- 21. Januar: Karl August Friedrich Brückner, deutscher Pädagoge und Historiker (* 1803)
- 04. Februar: Jean-Alexandre-Guillaume Leresche, Schweizer evangelischer Geistlicher, Hochschullehrer und Politiker (* 1763)
- 06. Februar: August Kopisch, schlesischer Maler und Schriftsteller (* 1799)
- 07. Februar: Robert Lucas, US-amerikanischer Politiker (* 1781)
- 12. Februar: Heinrich Leonhard Heubner, deutscher lutherischer Theologe (* 1780)
- 17. Februar: Heinrich LXXII., Fürst Reuß zu Lobenstein und Ebersdorf (* 1797)
- 25. Februar: Christian Friedrich Andreas Rohns, deutscher Architekt und Bauunternehmer in Göttingen (* 1787)
- 04. März: Leopold von Buch, deutscher Geologe (* 1774)
- 05. März: August Kestner, deutscher Diplomat und Kunstsammler (* 1777)
- 09. März: Charles K. Williams, US-amerikanischer Politiker (* 1782)
- 11. März: Karl von Hohenzollern-Sigmaringen, deutscher Adeliger (* 1785)
- 14. März: Vincenz Eduard Milde, Erzbischof von Wien (* 1777)
- 15. März: Isaac Johnson, US-amerikanischer Politiker (* 1803)
- 15. März: Giovanni Ricordi, italienischer Musikverleger (* 1785)

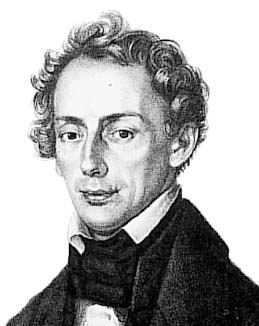
Christian Doppler

- 17. März: Christian Doppler, österreichischer Mathematiker und Physiker (* 1803)
- 22. März: Jean-Toussaint Arrighi de Casanova, Herzog von Padua, französischer General und Politiker (* 1778)
- 23. März: Alexander Duncan, US-amerikanischer Politiker (* 1788)
- 27. März: Johann Adam Ackermann, deutscher Landschaftsmaler (* 1780)

### Zweites Quartal
- 03. April: Joseph Ludwig von Armansperg, deutscher Politiker (* 1787)
- 11. April: Louis Emmanuel Jadin, französischer Komponist (* 1768)
- 13. April: Leopold Gmelin, deutscher Chemiker (* 1788)
- 15. April: Auguste Laurent, französischer Chemiker (* 1807)
- 18. April: William R. King, US-amerikanischer Politiker (* 1786)
- 23. April: Henri-Louis Empeytaz, Schweizer evangelischer Geistlicher (* 1790)
- 28. April: Helene Strack, deutsche Blumenmalerin (* 1798)

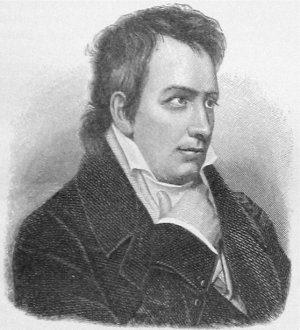
Ludwig Tieck, 1838

- 28. April: Ludwig Tieck, deutscher Dichter, Schriftsteller, Herausgeber und Übersetzer (* 1773)
- 000April: Elise Garnerin, französische Ballonfahrerin, Luftakrobatin und Fallschirmspringerin (* um 1791)
- 02. Mai: Jesse B. Thomas, US-amerikanischer Politiker (* 1777)
- 11. Mai: Dominikus Kuenzer, deutscher katholischer Priester (* 1793)
- 18. Mai: Marco Berra, italienischer Musikverleger in Prag (* 1784)
- 18. Mai: Lionel Kieseritzky, französisch-polnischer Schachmeister (* 1806)
- 30. Mai: Ernst Gottlob Pienitz, deutscher Mediziner und Psychiatrie-Reformer (* 1777)
- 06. Juni: Bennett C. Riley, amerikanischer Offizier (* 1790)
- 07. Juni: Giuseppina Ronzi de Begnis, italienische Opernsängerin (* 1800)
- 11. Juni: Johannes Cornelis de Jonge, niederländischer Geschichtsschreiber (* 1793)
- 16. Juni: Joseph W. Chalmers, US-amerikanischer Politiker und Jurist (* 1806)
- 17. Juni: Traugott Leberecht Hasse, deutscher Bergbau-Beamter und Schriftsteller (* 1775)
- 21. Juni: Franz Serafin Exner, österreichischer Philosoph (* 1802)
- 29. Juni: Karl Wilhelm Walch, deutscher Rechtswissenschaftler (* 1776)

### Drittes Quartal
- 06. Juli: Charles Paine, US-amerikanischer Politiker (* 1799)
- 14. Juli: Sachari Sograf, bulgarischer Ikonenmaler (* um 1810)
- 15. Juli: Johann Jakob Hürlimann, Schweizer Unternehmer und Politiker (* 1796)
- 15. Juli: Wilhelm von Kobell, deutscher Maler (* 1766)
- 23. Juli: Andries Pretorius, südafrikanischer (burischer) Politiker und Voortrekker (* 1798)
- 25. Juli: Joaquín Murrieta, mexikanischer Revolverheld (* 1829)
- 25. Juli: Johann Joachim Wachsmann, deutscher Chordirigent und Komponist (* 1787)
- 27. Juli: Tokugawa Ieyoshi, 12. Shōgun der Edo-Zeit in Japan (* 1793)
- 05. August: Johann Kaspar Adolay, deutscher Notar (* 1771)
- 17. August: Frederick Adam, britischer General und Gouverneur von Madras (* 1781)
- 21. August: John Anderson, US-amerikanischer Politiker (* 1792)
- 21. August: Maria Quitéria de Jesus, brasilianische Soldatin und Volksheldin (* 1792)
- 22. August: Carl Karsten, deutscher Mineraloge und Metallurge (* 1782)
- 26. August: Karl Theodor von Pappenheim, bayerischer Feldzeugmeister und letzter regierender Reichsgraf der Grafschaft Pappenheim (* 1771)
- 29. August: Charles James Napier, britischer General, Oberbefehlshaber der Truppen der Ostindien-Kompanie (* 1782)
- 01. September: Adolf Asher, deutscher Buchhändler, Antiquar, Verleger und Bibliograph (* 1800)
- 05. September: George Poindexter, US-amerikanischer Politiker (* 1779)
- 12. September: Carl Barth, deutscher Zeichner und Kupferstecher (* 1787)
- 18. September: Ludwig von Haenlein, deutscher Diplomat (* 1790)
- 18. September: Jan Isaac Wolterbeek, niederländischer Mediziner (* 1773)
- 25. September: Cécile Mendelssohn Bartholdy, Ehefrau von Felix Mendelssohn Bartholdy (* 1817)
- 29. September: Johann Christian Zimmermann, deutscher Oberbergrat und Planer des Ernst-August-Stollens (* 1786)

### Viertes Quartal
- 01. Oktober: Karl Philipp Friedrich Arnsperger, badischer Forstbeamter (* 1791)
- 02. Oktober: François Arago, französischer Astronom, Physiker und Politiker (* 1786)
- 03. Oktober: George Onslow, französischer Komponist (* 1784)
- 05. Oktober: Mahlon Dickerson, US-amerikanischer Politiker (* 1770)
- 14. Oktober: Elisha Mathewson, US-amerikanischer Politiker (* 1767)
- 19. Oktober: Agathe de Rambaud, Gouvernante des französischen Dauphins (* 1764)
- 24. Oktober: Lise Cristiani, französische Cellistin (* 1825)
- 29. Oktober: Pierre Zimmermann, französischer Klavierpädagoge und Komponist (* 1785)
- 03. November: Juan Álvarez Mendizábal, spanischer Politiker und Ministerpräsident Spaniens (* 1790)
- 05. November: Heinrich Joseph Wetzer, deutscher Orientalist (* 1801)
- 12. November: Heinrich Escher, Schweizer Unternehmer und Entomologe (* 1776)
- 14. November: Johann August Zeune, deutscher Pädagoge, Geograph und Germanist (* 1778)
- 15. November: Charles Gordon Atherton, US-amerikanischer Politiker (* 1804)
- 15. November: Maria II., portugiesische Königin (* 1819)
- 16. November: Josef Jakob Xaver Pfyffer zu Neueck, Schweizer Beamter, Politiker und Autor (* 1798)
- 19. November: Samuel C. Crafts, US-amerikanischer Politiker (* 1768)
- 21. November: Karl Gustav Fiedler, deutscher Montanwissenschaftler und Mineraloge (* 1791)
- 22. November: Aloys Dosson, Schweizer römisch-katholischer Geistlicher und Abt (* 1783)
- 23. November: Friedrich Schneider, deutscher Komponist, Organist und Kapellmeister (* 1786)
- 29. November: Jens Christian Djurhuus, färöischer Bauer und der erste Dichter, der auf Färöisch schrieb (* 1773)
- 03. Dezember: Joseph Anton Rhomberg, österreichisch-deutscher Maler, Zeichner und Graphiker (* 1786)
- 03. Dezember: Nicolás Rodríguez Peña, argentinischer Politiker (* 1775)
- 04. Dezember: Carl Ernst Dietrich Alexander von Arnim, deutscher Verwaltungsbeamter (* 1813)
- 06. Dezember: Carl Joseph Pratobevera, österreichischer Jurist (* 1769)

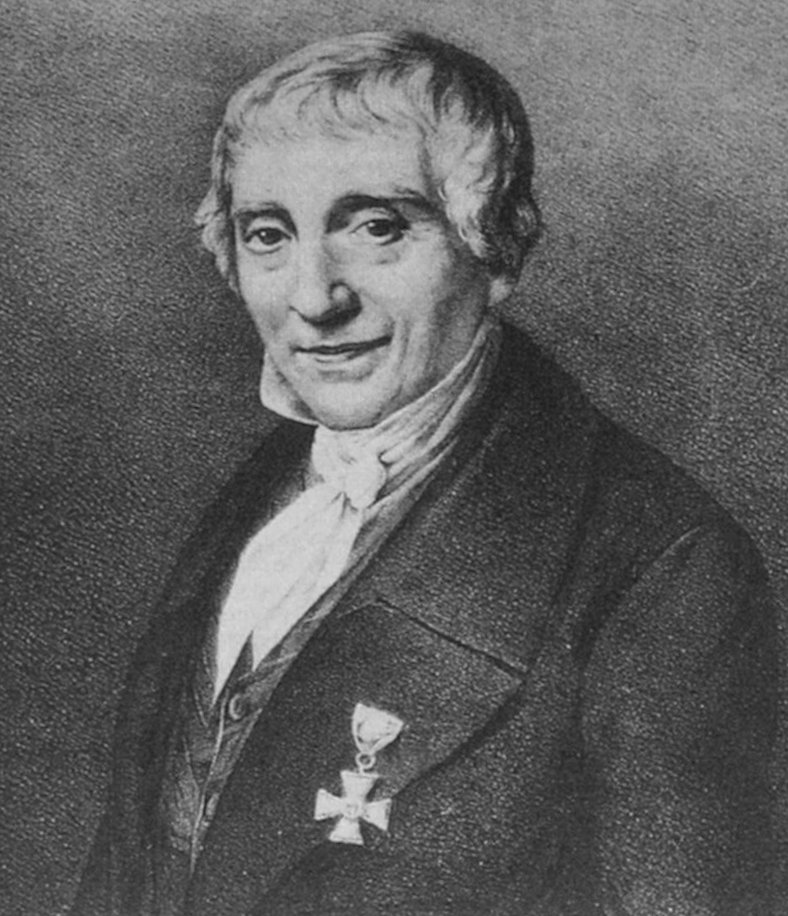
Georg Friedrich Grotefend

- 15. Dezember: Georg Friedrich Grotefend, deutscher Sprachwissenschaftler (* 1775)
- 16. Dezember: Johann Peter Hasenclever, deutscher Maler der Genremalerei (* 1810)
- 19. Dezember: Adolf Heinrich Schletter, deutscher Seidenwarenhändler, Konsul und Stifter in Leipzig (* 1793)
- 20. Dezember: Carlo Evasio Soliva, italienischer Komponist Schweizer Herkunft (* 1791)
- 21. Dezember: Henry Ritter, deutsch-kanadischer Maler der Düsseldorfer Schule (* 1816)
- 22. Dezember: Sophie Anna von Reventlow, dänische Malerin (* 1778)
- 25. Dezember: Joseph von Radowitz, preußischer General, Diplomat und Politiker (* 1797)
- 30. Dezember: Joseph Saunders, englischer Druckgraphiker (* 1773)

### Genaues Todesdatum unbekannt
- Conrad Christoph von Ahlefeldt, Erb- und Gerichtsherr aus Ascheberg, Kammerherr, Land- und Obergerichtsrat in Glückstadt und Klosterpropst von Uetersen (* 1768)
- Álvaro Flórez Estrada, spanischer Nationalökonom (* 1769)